# G213 (China)
De G213 of Chinese nationale weg 213 is een nationale weg in de Volksrepubliek China met een lengte van 2796 kilometer lengte. Het beginpunt is Lanzhou in de provincie Gansu, het eindpunt is Jinghong in Yunnan, waar de weg aansluit op G214. In totaal loopt de route door drie verschillende provincies (Gansu, Sichuan en Yunnan), waarin in elke provincie de hoofdstad wordt gepasseerd.

## Verloop
De belangrijkste steden en plaatsen aan G213.
- Gansu
  - Lanzhou, Linxia, Langmusi

- Sichuan
  - Zöigê, Songpan, Dujiangyan, Chengdu

- Yunnan
  - Dongchuan, Kunming, Jinghong

Grote delen van de weg verlopen door dunbevolkt gebied en op grote hoogte. Het hoogste punt van de weg ligt in het noorden van Sichuan, waar het tracé op een hoogvlakte ligt met een hoogte van boven de 3800 meter. In de zomer van 2007 wordt er op een aantal trajecten nog gewerkt aan tunnels en viaducten, met name in het stuk van de beklimming naar de hoogvlakte in Noord-Sichuan.
Op andere plaatsen valt het verloop van de G213 samen met enkele expreswegen in Sichuan en Yunnan.

G010 
· G015 
· G020 
· G025 
· G030 
· G035 
· G040 
· G045 
· G050 
· G055 
· G065 
· G075

G101 
· G102 
· G103 
· G104 
· G105 
· G106 
· G107 
· G108 
· G109 
· G110 
· G111 
· G112

G201 
· G202 
· G203 
· G204 
· G205 
· G206 
· G207 
· G208 
· G209 
· G210 
· G211 
· G212 
· G213 
· G214 
· G215 
· G216 
· G217 
· G218 
· G219 
· G220 
· G221 
· G222 
· G223 
· G224 
· G225 
· G226 
· G227 
· G228 
· G229 
· G230 
· G231 
· G232 
· G233 
· G234 
· G235 
· G236 
· G237 
· G238 
· G239 
· G240 
· G241 
· G242 
· G243 
· G244 
· G245 
· G246 
· G247 
· G248

G301 
· G302 
· G303 
· G304 
· G305 
· G306 
· G307 
· G308 
· G309 
· G310 
· G311 
· G312 
· G313 
· G314 
· G315 
· G316 
· G317 
· G318 
· G319 
· G320 
· G321 
· G322 
· G323 
· G324 
· G325 
· G326 
· G327 
· G328 
· G329 
· G330 
· G331 
· G332 
· G333 
· G334 
· G335 
· G336 
· G337 
· G338 
· G339 
· G340 
· G341 
· G342 
· G343 
· G344 
· G345 
· G346 
· G347 
· G348 
· G349 
· G350 
· G351 
· G352 
· G353 
· G354 
· G355 
· G356 
· G357 
· G358 
· G359 
· G360 
· G361

G501 
· G502 
· G503 
· G504 
· G505 
· G506 
· G507 
· G508 
· G509 
· G510 
· G511 
· G512 
· G513 
· G514 
· G515 
· G516 
· G517 
· G518 
· G519 
· G520 
· G521 
· G522 
· G523 
· G524 
· G525 
· G526 
· G527 
· G528 
· G529 
· G530 
· G531 
· G532 
· G533 
· G534 
· G535 
· G536 
· G537 
· G538 
· G539 
· G540 
· G541 
· G542 
· G543 
· G544 
· G545 
· G546 
· G547 
· G548 
· G549 
· G550 
· G551 
· G552 
· G553 
· G554 
· G555 
· G556 
· G557 
· G558 
· G559 
· G560 
· G561 
· G562 
· G563 
· G564 
· G565 
· G566 
· G567 
· G568 
· G569 
· G570 
· G571 
· G572 
· G573 
· G574 
· G575 
· G576 
· G577 
· G578 
· G579 
· G580 
· G581 
· G601 
· G602 
· G603 
· G604 
· G605 
· G606 
· G607 
· G608 
· G609 
· G610 
· G611 
· G612 
· G613 
· G614 
· G615 
· G616 
· G617 
· G618 
· G619 
· G620 
· G621 
· G622 
· G623 
· G624 
· G625 
· G626 
· G627 
· G628 
· G629 
· G630 
· G631 
· G632 
· G633 
· G634 
· G635 
· G636 
· G637 
· G638 
· G639 
· G640 
· G641 
· G642 
· G643 
· G644 
· G645 
· G646 
· G647 
· G648 
· G649 
· G650 
· G651 
· G652 
· G653 
· G654 
· G655 
· G656 
· G657 
· G658 
· G659 
· G660 
· G661 
· G662 
· G663 
· G664 
· G665 
· G666 
· G667 
· G668 
· G669 
· G670 
· G671 
· G672 
· G673 
· G674 
· G675 
· G676 
· G677 
· G678 
· G679 
· G680 
· G681 
· G682 
· G683 
· G684 
· G685 
· G686 
· G687 
· G688 
· G689 
· G690 
· G691 
· G692 
· G693 
· G694 
· G695 
· G696 
· G697 
· G698 
· G699 
· G700 
· G701